# النظير (صعدة)

تعديل مصدري - تعديل

النظير هي مدينة ومركز مديرية رازح بمحافظة صعدة اليمنية، بلغ تعداد سكانها 7199 نسمة حسب الإحصاء الذي أجري عام 2004.